# Fuerza de Defensa Aérea de Siria
La Fuerza de Defensa Aérea Siria (SyADF o SADF; árabe: قوات الدفاع الجوي العربي السوري), es un comando independiente de las Fuerzas Armadas de Siria. La fuerza es la responsable de proteger el espacio aéreo sirio contra cualquier ataque aéreo hostil.La fuerza, es una de las fuerzas de defensa aérea más poderosas y probadas en combate de la región.

## Antecedentes
En 1987, el Comando SyADF era parte del Comando del Ejército Sirio, aunque también contaba con personal de la Fuerza Aérea Siria. En ese momento, tenía 20 brigadas con alrededor de 95 baterías de misiles tierra-aire y dos regimientos. El Comando SyADF también tenía acceso a aviones interceptores e instalaciones de radar.Desde 2017, ha estado vinculado a un comando conjunto ruso-sirio.

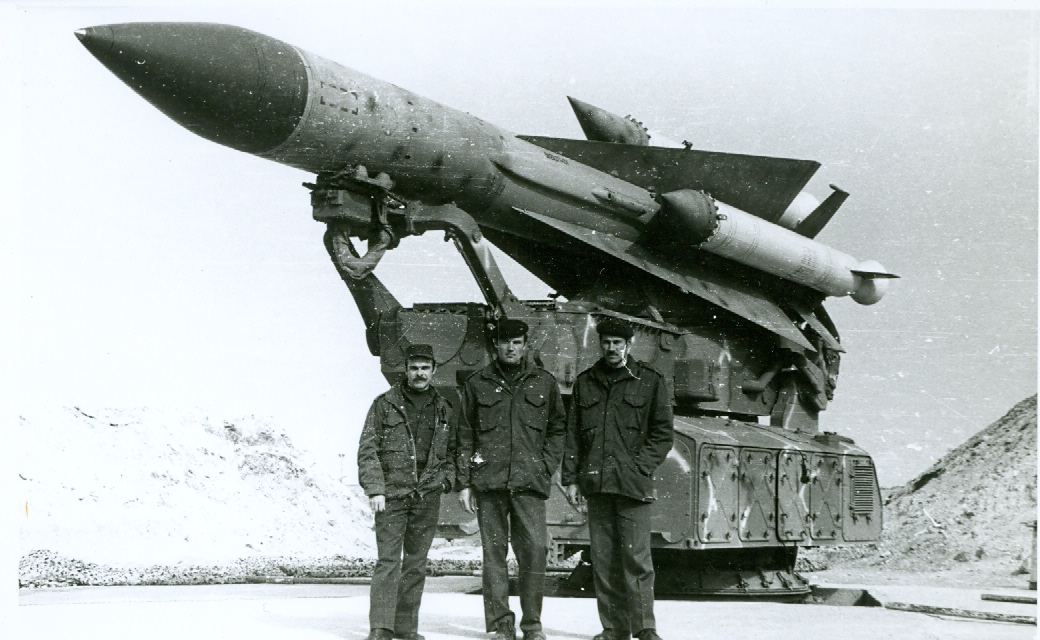
Oficiales soviéticos del 231.º Regimiento de Misiles Antiaéreos en el complejo sirio S-200VE Vega-E, alrededor de 1983.

Según Anthony H. Cordesman, del Centro de Estudios Estratégicos e Internacionales, la SyADF contaba en 2008 con 60.000 hombres, divididos en 25 brigadas regionales y un total de 150 baterías repartidas por todo el país, divididas en dos grandes comandos: Zona Norte para la protección contra Turquía y Irak y la Zona Sur que también cubría el Líbano. Los activos de 2008 incluían 11 brigadas S-75 Dvina y S-125 con 60 baterías y alrededor de 468 lanzadores, 11 brigadas con 27 baterías armadas con alrededor de 195 lanzadores 2K12 Kub y algunos cañones antiaéreos. Además, había dos regimientos que tenían dos batallones armados con dos baterías cada una equipada con 44 S-200 y un número no especificado de lanzadores 9K33 Osa. La mayoría de estos sistemas eran obsoletos y, a pesar de recibir algunas mejoras, eran en gran medida vulnerables a las contramedidas activas y pasivas israelíes, incluidos misiles antirradiación, sistemas de localización e identificación y bloqueadores. La SyADF también tenía alrededor de 4.000 sistemas portátiles de defensa aérea 9K32 Strela-2 y Strela-2M, aunque Cordesman señala que la mayoría probablemente fueron operados por el Ejército, que también operaba MANPADS 9K34 Strela-3 y 9K38 Igla más avanzados.
Después de la Guerra Civil Siria en 2011, el tamaño de la SyADF se redujo y los insurgentes se apoderaron de los sistemas SAM y los sitios de radar. Las dificultades financieras del país y el traslado de un gran número de personal al Ejército y a las Fuerzas de Defensa Nacional también pasaron factura. Rusia proporcionó al SyADF sistemas más modernos, incluidos Buk y Pantsir. En 2012, se confirmó visualmente que el 9K35 Strela-10 estaba en servicio, mientras que la mayoría de las baterías 9K31 Strela-1 estaban almacenadas.En 2018 se entregó a Siria un número desconocido de sistemas S-300. En 2021 se entregó al país una gran cantidad de sistemas de defensa aérea iraníes: sistemas Mersad, Khordad-3 y Khordad-15.

## Historia de combate

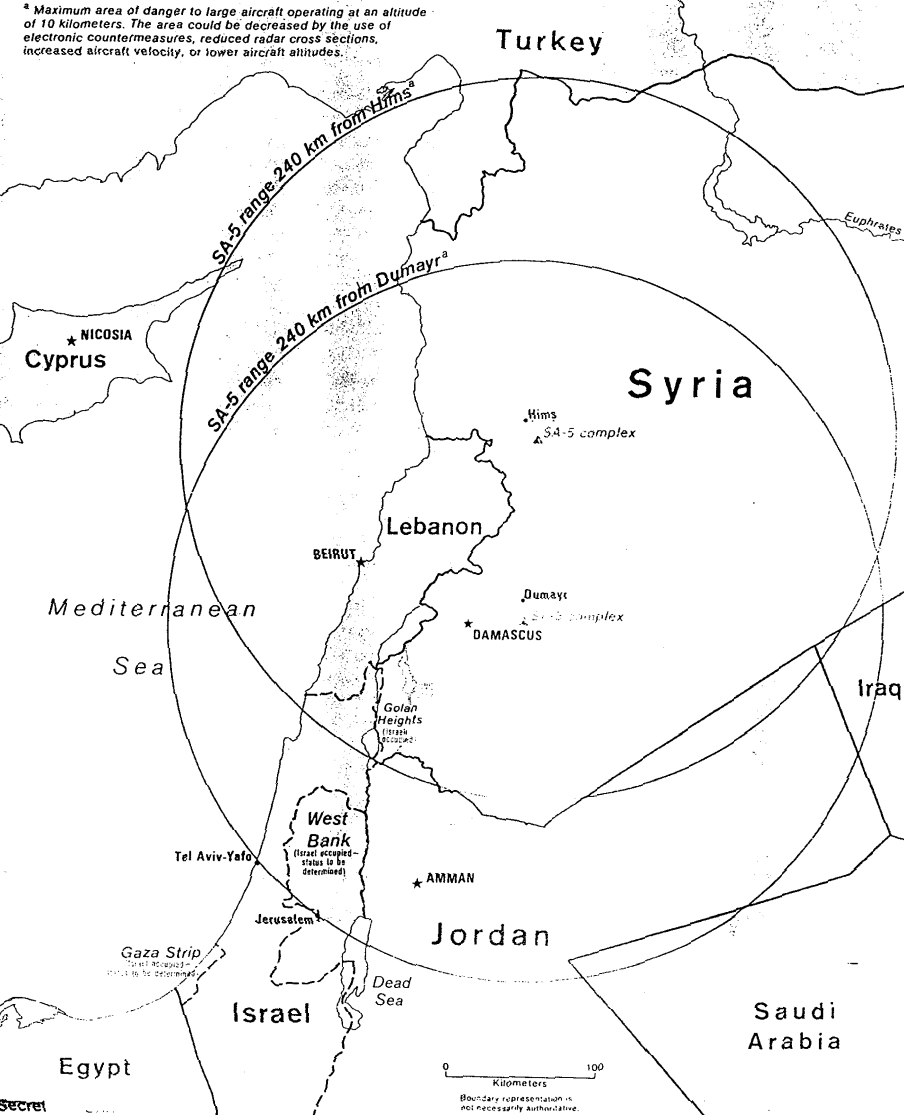
Sistema de defensa aérea sirio SA-5 en 1984

En octubre de 1973, la Fuerza de Defensa Aérea Siria (SyADF) derribó numerosos aviones de guerra israelíes utilizando principalmente los SAM 2K12 Kub (SA-6).
En 1982, Israel afirmó que 19 de las 20 baterías, compuestas por cinco lanzadores por batería, Cada uno de los lanzacohetes, que transportaba tres misiles SA-6, fue aniquilado en la Operación Mole Cricket 19, y la SyADF afirmó haber derribado 43 aviones de guerra israelíes sobre el Líbano en el mismo año.
El 22 de junio de 2012, la Fuerza de Defensa Aérea Siria derribó un avión de reconocimiento turco McDonnell Douglas F-4 Phantom II. Los pilotos del avión murieron; tanto las fuerzas turcas como las sirias los buscaron antes de recuperar sus cuerpos a principios de julio. El incidente aumentó enormemente las tensiones entre Turquía y Siria.
A mediados de noviembre de 2013, fuentes turcas afirmaron que la SyADF atacó, durante diez segundos, a tres cazas turcos F-16 que volaban cerca de Dörtyol, sobre el sur de la provincia de Hatay después de desplegarse desde las bases aéreas Incirlik y Merzifon. El incidente se produjo después de que un F-16 turco derribara un helicóptero Mi-17 sirio el 16 de septiembre después de que Turquía afirmara que había cruzado el espacio aéreo turco en la misma zona.
El 17 de marzo de 2015, un avión estadounidense General Atomics MQ-1 Predator no tripulado fue derribado por un misil S-125 sirio.
El 13 de septiembre de 2016, el ejército sirio afirmó haber derribado un avión de guerra israelí y un dron tras un ataque a la provincia de Quneitra. Las Fuerzas de Defensa de Israel negaron que se hubiera producido tal pérdida.
El 17 de marzo de 2017, las Fuerzas Armadas sirias afirmaron haber derribado un avión de guerra israelí después de un ataque a un sitio militar cerca de Palmira.
Sin embargo, las Fuerzas de Defensa de Israel negaron tal pérdida.
El 10 de febrero de 2018, Israel lanzó ataques aéreos contra objetivos en Siria con ocho aviones de combate como represalia por una incursión de vehículos aéreos no tripulados en el espacio aéreo de los Altos del Golán ocupados por Israel ese mismo día. Las defensas aéreas sirias lograron derribar uno de los aviones israelíes, un F-16I Sufa, con un misil S-200. El avión se estrelló en el Valle de Jezreel, cerca de Harduf. Tanto el piloto como el navegante lograron eyectarse.
El 14 de abril de 2018, las defensas aéreas sirias afirmaron haber repelido un masivo ataque con misiles estadounidenses, británicos y franceses contra instalaciones militares sirias. Tres civiles resultaron heridos, entre civiles y militares ninguno. La SyADF utilizó 112 misiles antiaéreos, alcanzando 71 objetivos de 103 (según el MoD ruso). Para repeler el ataque se utilizaron los siguientes complejos: S-125, S-200, Buk, Kub, Osa, Strela-10 y Pantsir S-1.
En la noche del 10 de mayo de 2018, Israel lanzó un ataque aéreo a gran escala contra varios objetivos supuestamente iraníes en Siria. Después de ser atacados por la SyADF, los aviones israelíes atacaron y destruyeron un lanzador de misiles Pantsir-S1, así como varios otros sistemas antiaéreos (SA5, SA2, SA22, SA17).
El 17 de septiembre de 2018, cuatro F-16 israelíes atacaron objetivos en la ciudad portuaria siria de Latakia, a lo que respondieron las defensas aéreas sirias. Durante el ataque israelí, un avión ruso Il-20 fue destruido por error por un misil S-200 lanzado por la SyADF. Como resultado, murieron los quince miembros de la tripulación del Il-20. El ejército ruso afirmó, Israel Los pilotos de la Fuerza Aérea se refugiaron detrás del IL-20, lo que expuso al avión ruso al ataque con misiles sirios.
En febrero y marzo de 2020, los cazas F-16 de la Fuerza Aérea de Turquía y los vehículos aéreos no tripulados de combate lanzaron ataques aéreos contra posiciones del ejército sirio en la región de Gran Idlib en represalia por el Ataque aéreo de Balyun. Las Fuerzas de Defensa Aérea de Siria declararon que lograron derribar 13 vehículos aéreos no tripulados de combate turcos, incluidos 7 Bayraktar TB2 y 6 TAI Anka.
El 19 de julio de 2021, cuatro aviones de combate F-16 de la Fuerza Aérea israelí ingresaron al espacio aéreo de Siria a través de la zona de al-Tanf controlada por Estados Unidos y dispararon ocho misiles guiados contra un área al sureste de Alepo, Siria. El subdirector del Centro Ruso para la Reconciliación de las Partes en Oposición en Siria, Vadim Kulit, afirmó que siete misiles fueron derribados por los sistemas de fabricación rusa Pantsir-S y Buk-M2 de las Fuerzas de Defensa Aérea de Siria.
En la tarde del 27 de julio de 2021, militantes de la comunidad de Kafer-Khattar en la provincia de Idlib lanzaron un dron. El dron militante fue derribado sobre la provincia de Hama por la Defensa Aérea Siria, que utilizó un sistema de misiles Pantsir-S de fabricación rusa, afirmó Kulit al día siguiente. Las fuerzas de Defensa Aérea Siria derribaron 22 misiles disparados por Israel contra Siria utilizando los sistemas Buk-M2E y Pantsir-S de fabricación rusa, dijo el contralmirante Vadim Kulit el 20 de agosto de 2021.
Las fuerzas de Defensa Aérea Siria derribaron veintiuno de los veinticuatro misiles disparados por Israel contra Siria utilizando los sistemas Buk-M2E y Pantsir-S de fabricación rusa, dijo el contralmirante Vadim Kulit el 3 de septiembre de 2021.
El 13 de mayo de 2022, la Fuerza Aérea israelí lanzó ataques contra posiciones del SAA en Masyaf matando a 5 personas, incluidas un civil,El ataque destruyó un sistema Pantsir-S1. El 25 de agosto y el 17 de septiembre de 2022, se informó de que los sistemas sirios Pantsir-S1, Buk-M2E y S-75 repelieron parcialmente nuevos ataques.
El 25 de diciembre de 2023, la Fuerza Aérea israelí llevó a cabo un ataque aéreo en la zona de Sayyida Zeinab, al sureste de Damasco, que resultó en la muerte de Razi Mousavi, el oficial iraní del CGRI en Siria. La Fuerza de Defensa Aérea Siria no logró interceptar el misil. Después de la caída del régimen de Assad, Israel llevó a cabo ataques aéreos contra objetivos estratégicos en Siria, eliminando su defensa aérea y sus objetivos estratégicos. 